# Гулистан (Белуджистан)
Гулистан (урду گلستان‎) — город в пакистанской провинции Белуджистан, располагается в округе Кила-Абдулла.

## Географическое положение
Центр города располагается на высоте 1481 м над уровнем моря.